# Johann Jakob Dorner el Jove
Johann Jakob Dorner el Jove   (Múnic, 1775 - Múnic, 1852) va ser un pintor de paisatges bavaresos. Fill de Johann Jakob Dorner el Vell, va néixer a Munic i va ser instruït en art pel seu pare i per Mannlich. Després va estudiar les obres de Claude Lorrain i Karel Du Jardin.

## Biografia
Dorner va aprendre a dibuixar del seu pare i va crear primer aiguaforts. El 1803 va dibuixar dues litografies, Monuments commemoratius a Abbach i Saal, que es troben entre les primeres obres artístiques d'aquesta nova tècnica. El mateix any es va convertir en restaurador a l'Alten Pinakothek, la Hofgartengalerie, de la qual va ser nomenat inspector de galeries el 1808. A partir de 1820 va emmalaltir dels ulls i va ser sotmès a diverses operacions amb èxit. El 1824 va ser nomenat membre honorari de l'Acadèmia de Belles Arts de Munic.
La seva obra es divideix en tres períodes: fins a les operacions oculars, la dècada de 1820, amb un període que comença l'any 1829 que es caracteritza com a “decadència” i finalment un tercer “sense reflexos” després d'un ictus el 8 d'octubre de 1843.
Dorner va viatjar molt a Baviera, especialment a l'Alta Baviera, fent dibuixos intensius i creant aquarel·les que van servir de models per a les seves pintures de paisatge. En aquesta tècnica està influenciat pel cercle d'amics al voltant de Johann Georg von Dillis. Si bé els esbossos i els estudis ofereixen una impressió fresca de la natura, les pintures de paisatge de Dorner mostren la influència de la pintura holandesa del segle XVII encara més que al cercle de Dillis.
Johann Jakob Dorner el Jove pertany a la primera generació d'artistes paisatgistes de Munic, que té els seus representants més importants en Johann Georg Dillis […] i Wilhelm von Kobell […]. Els seus models a seguir són antics mestres holandesos Jacob van Ruisdael i Allart van Everdingen. En contrast amb la pintura de paisatge ideal lligada a la tradició després de Claude Lorrain, pretenien reproduir la natura de la manera més realista possible i també intentaven aconseguir la situació d'il·luminació més realista possible. Va viatjar per ell mateix per les regions pintoresques de Baviera, Suïssa i França. Les seves obres es distingeixen per la composició enèrgica i el gust en la seva execució. El 1803 va esdevenir restaurador i el 1808 inspector de la Galeria Reial de Munic, i posteriorment va ser elegit membre de les Acadèmies de Hanau, Viena, Berlín i Munic. Va morir a Munic.

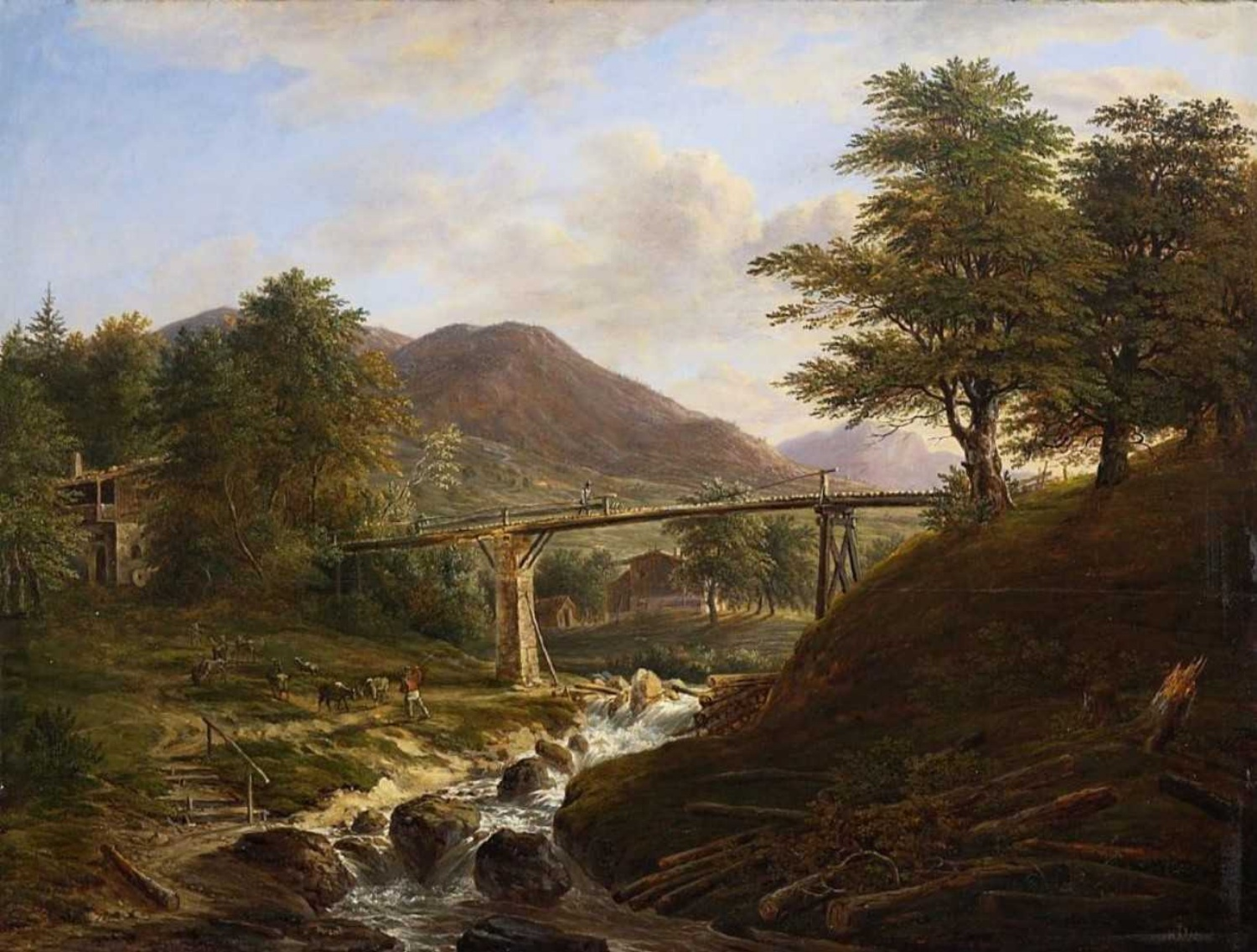
Zona d'Albach prop de Tegernsee a Altbaiern, 1818

Les següents obres seves es troben en col·leccions públiques:
- Berlín. Galeria. Un camí forestal. 1817.
- Cassel. Galeria. Dues cascades.
- Munic. Pinacoteca. Vista del Walchensee, a les muntanyes de l'Alta Baviera, cascada, amb un caçador, paisatge i molí prop de Pasing, i paisatge al Tirol durant una tempesta.